# 롤랜드 하라 3세
롤랜드 하라 3세(Roland Harrah III, 1973년 1월 20일 ~ 1995년 1월 3일)는 미국의 배우, 음악가, 가수, 텔레비전 배우이다.
덴버에서 태어났으며 리버사이드에서 사망하였다. 리버사이드 군에 매장되었다.

## 영화
- 샤도우 오브 차이나 (1990년)
- 대특명 3 (1988년)
- 에어울프 - 시리즈 (1984년)